# Angelologia cristã

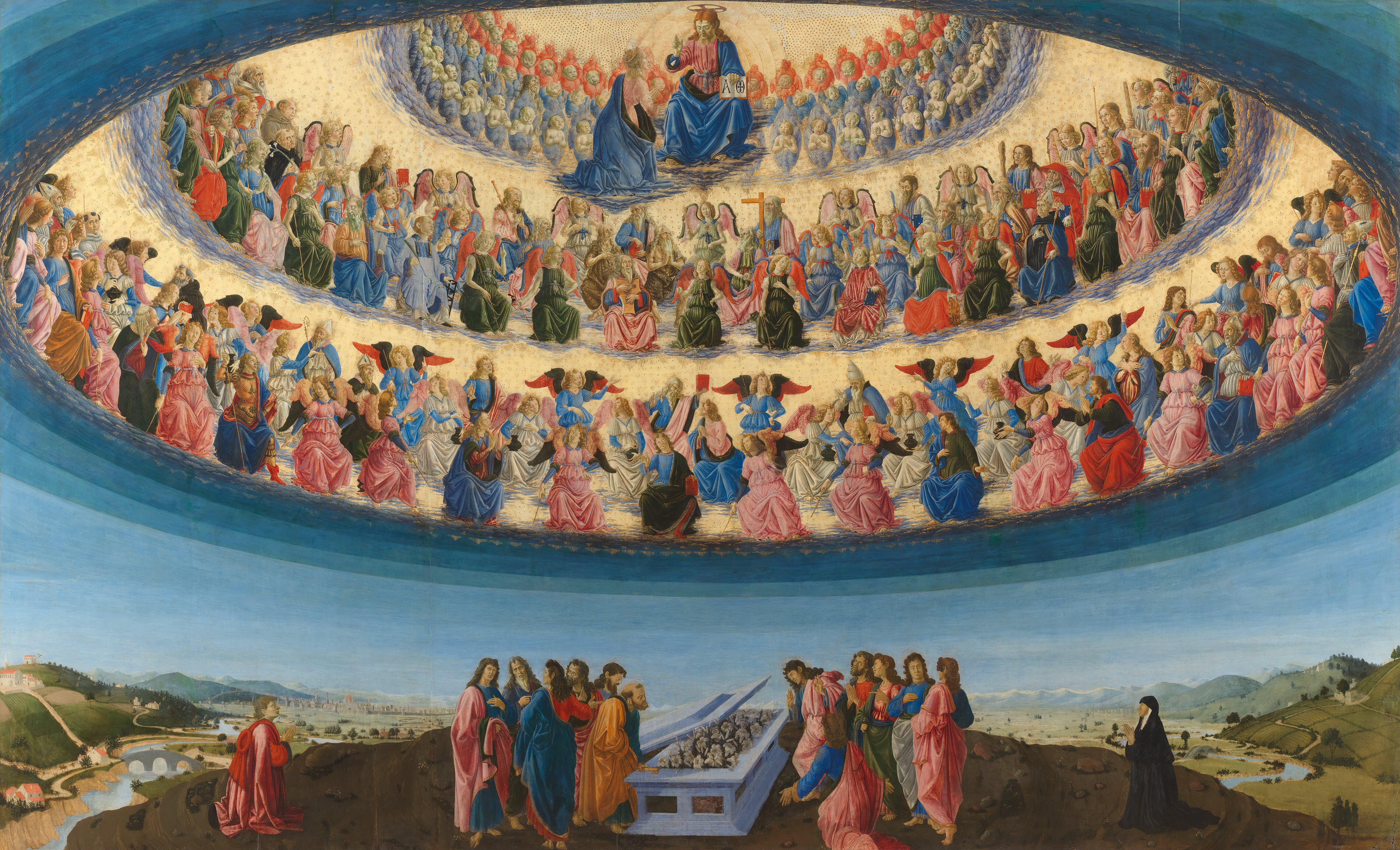
A Assunção da Virgem, de Francesco Botticini, na Galeria Nacional de Londres, mostra três hierarquias e nove ordens de anjos, cada uma com características diferentes.

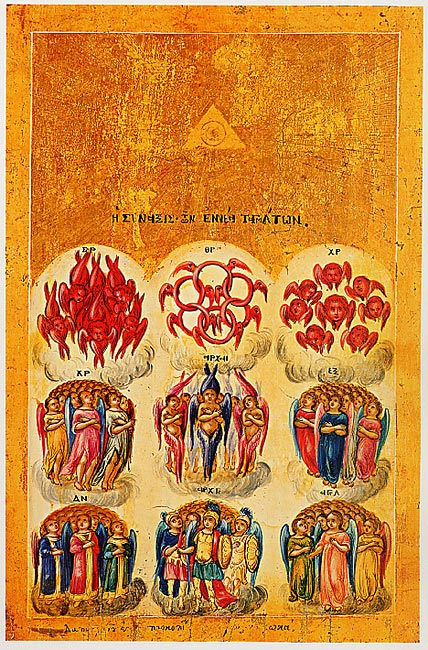
Ícone oriental das nove ordens dos anjos

No cristianismo, os anjos são agentes de Deus, baseados em anjos no judaísmo. A hierarquia angélica cristã mais influente foi a apresentada por Pseudo-Dionísio, o Areopagita, nos séculos IV ou V, em seu livro De Coelesti Hierarchia (Sobre a Hierarquia Celeste).
Durante a Idade Média, muitos esquemas foram propostos sobre a hierarquia dos anjos, alguns recorrendo e expandindo o Pseudo-Dionísio, outros sugerindo classificações completamente diferentes.
Segundo os teólogos cristãos medievais, os anjos estão organizados em várias ordens, ou "coros angelicais".
Pseudo-Dionísio (Sobre a Hierarquia Celestial) e Tomás de Aquino (Suma Teológica) inspiraram-se em passagens do Novo Testamento, especificamente em Gálatas 3:26-28,[carece de fontes?] Mateus 22:24-33, Efésios 1:21-23 e Colossenses 1:16, para desenvolver um esquema de três hierarquias, esferas ou tríades de anjos, com cada hierarquia contendo três ordens ou coros. Embora ambos os autores tenham se inspirado no Novo Testamento, o cânone bíblico não é claro sobre o assunto, e essas hierarquias são consideradas menos definitivas do que o material bíblico.
Conforme referido na doutrina teológica da comunhão dos santos, no Paraíso existe uma visão comum e única da verdade e contemplação do semblante divino, sem qualquer tipo de diferença entre anjos ou almas humanas. A Suma Teológica afirma que existe um grau diferente em relação à criação, sobre o poder da intercessão a Deus e da confiança direta nas vidas humanas.

## Primeira esfera
Os anjos da primeira esfera servem como servos celestes de Deus, o Filho encarnado.

### Serafins

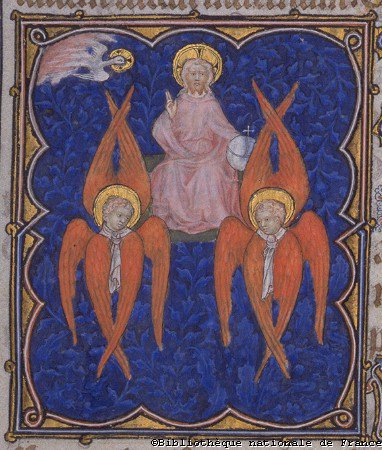
Os serafins cercam o trono divino nesta ilustração do Petites Heures de Jean de Berry, um manuscrito iluminado do século XIV.

A tradução literal para "serafins" é "queimados". A palavra serafim é normalmente sinônimo de serpentes quando usada na Bíblia Hebraica. Mencionados em Isaías 6:1–7, os serafins são a mais alta classe angélica e servem como guardiões do Trono de Deus e continuamente gritam louvores: "Santo, santo, santo é o Senhor dos Exércitos; toda a terra está cheia de Sua glória!". De acordo com Isaías 6:1–8, os serafins são descritos como seres ardentes de seis asas; com duas asas que cobrem seus rostos, com outras duas que cobrem seus pés e as duas últimas que eles usam para voar.

### Querubins

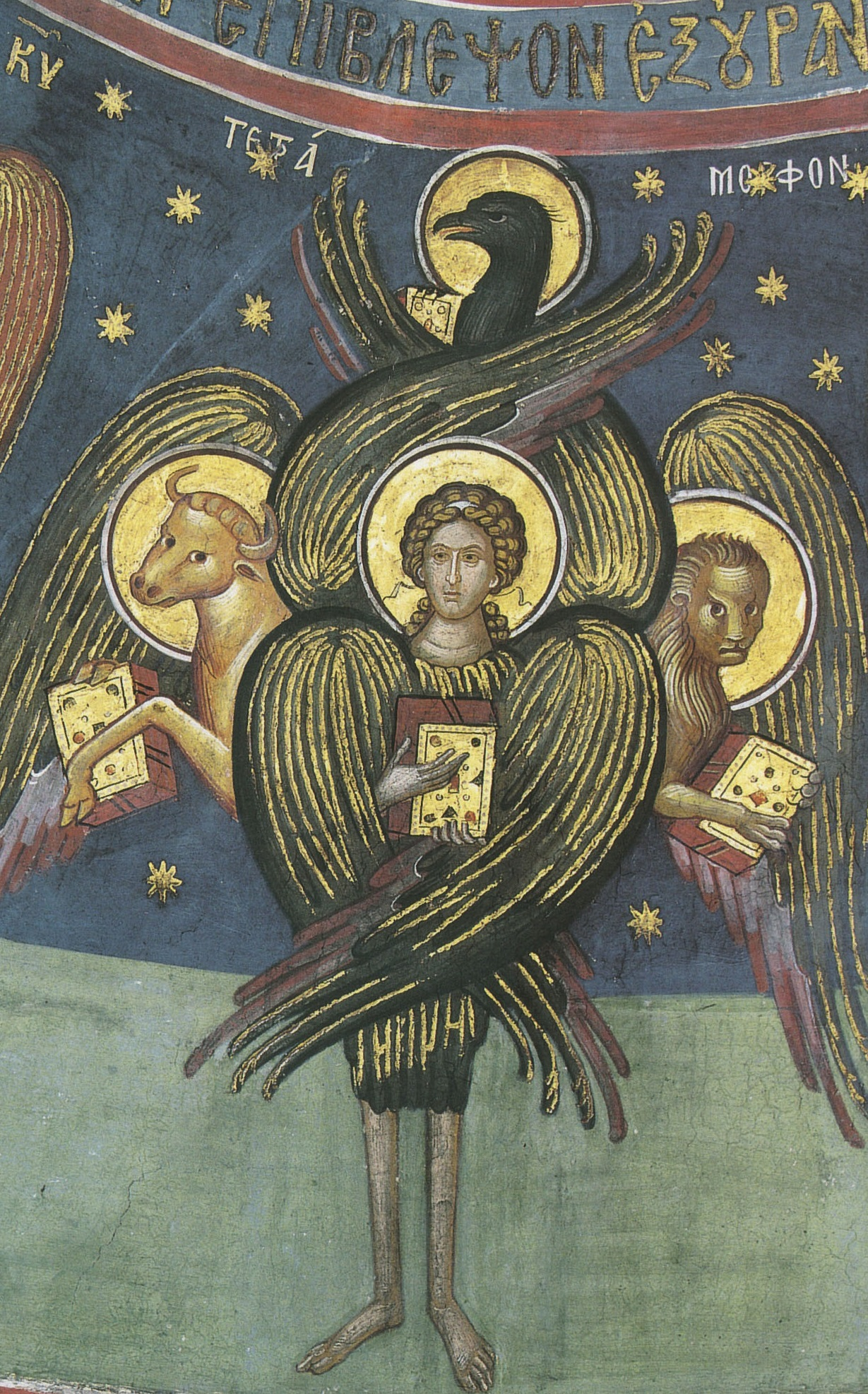
Um querubim, como descrito por Ezequiel e de acordo com a iconografia cristã tradicional.

Os querubins têm quatro rostos: um de homem, um boi, um leão e uma águia (posteriormente adotados como símbolos dos quatro evangelistas). Eles têm quatro asas unidas, cobertas de olhos (embora Apocalipse 4:8 pareça descrevê-las com seis asas como os serafins), o corpo de um leão e os pés de bois. Os querubins guardam o caminho para a árvore da vida no Jardim do Éden (Gênesis 3:24) e o trono de Deus (Ezequiel 28: 14–16).
Os querubins são mencionados em Gênesis 3:24; Êxodo 25:17–22; 2 Crônicas 3:7–14; Ezequiel 10:12-14, 28: 14-16; 1 Reis 6: 23–28;
O uso moderno do inglês obscureceu a distinção entre querubins e putti. Putti (Usado também no singular: "putto") são os seres humanos, muitas vezes sem asas (às vezes alados), semelhantes a bebês e crianças, tradicionalmente usados na arte figurativa.
São Tomás de Aquino imaginou Satanás como um querubim caído.

### Tronos

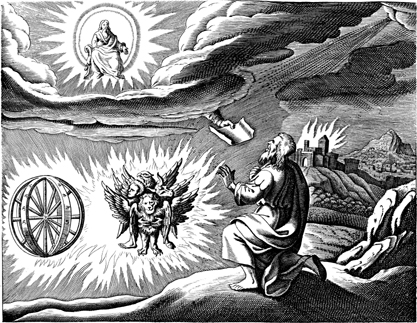
Uma representação tradicional da visão da carruagem, com base na descrição de Ezequiel

Os "tronos" (em grego:  thronoi), ou Anciãos, são uma classe de seres celestes mencionados por Paulo, o Apóstolo, em Colossenses 1:16 (Novo Testamento). Eles são símbolos vivos da justiça e autoridade de Deus, e têm como um de seus símbolos o trono.
Não é incomum o fato de que os Tronos estão associados, por alguns, aos ofanins ou erelins da hierarquia angelical judaica. A ideia de que eles são separados ou um só é debatida. Os ofanins, também chamados galgalins, referem-se às rodas vistas na visão de Ezequiel da carruagem em Ezequiel 1:15-21. Um dos pergaminhos do Mar Morto os interpreta como anjos, as seções finais do Livro de Enoque os retratam como uma classe de seres celestes que nunca dormem, mas guardam o trono de Deus. Os ofanins são de aparência incomum, mesmo em comparação com os outros seres celestes. Eles estão intimamente ligados aos querubins: "Quando eles se mudaram, os outros se moveram; quando eles pararam, os outros pararam; e quando eles se levantaram da terra, as rodas subiram junto com eles; para o espírito dos seres vivos [Querubins] estava nas rodas" (Ezequiel 10:17), o que levanta a questão de se eles são anjos ou são controlados pelos querubins.
Alguns teólogos cristãos que incluem os tronos como um dos coros não os descrevem como rodas, descrevendo-os como anciões adoradores que ouvem a vontade de Deus e apresentam as orações dos homens. Pensa-se que os vinte e quatro anciãos no livro do Apocalipse fazem parte desse grupo de anjos.

## Segunda esfera

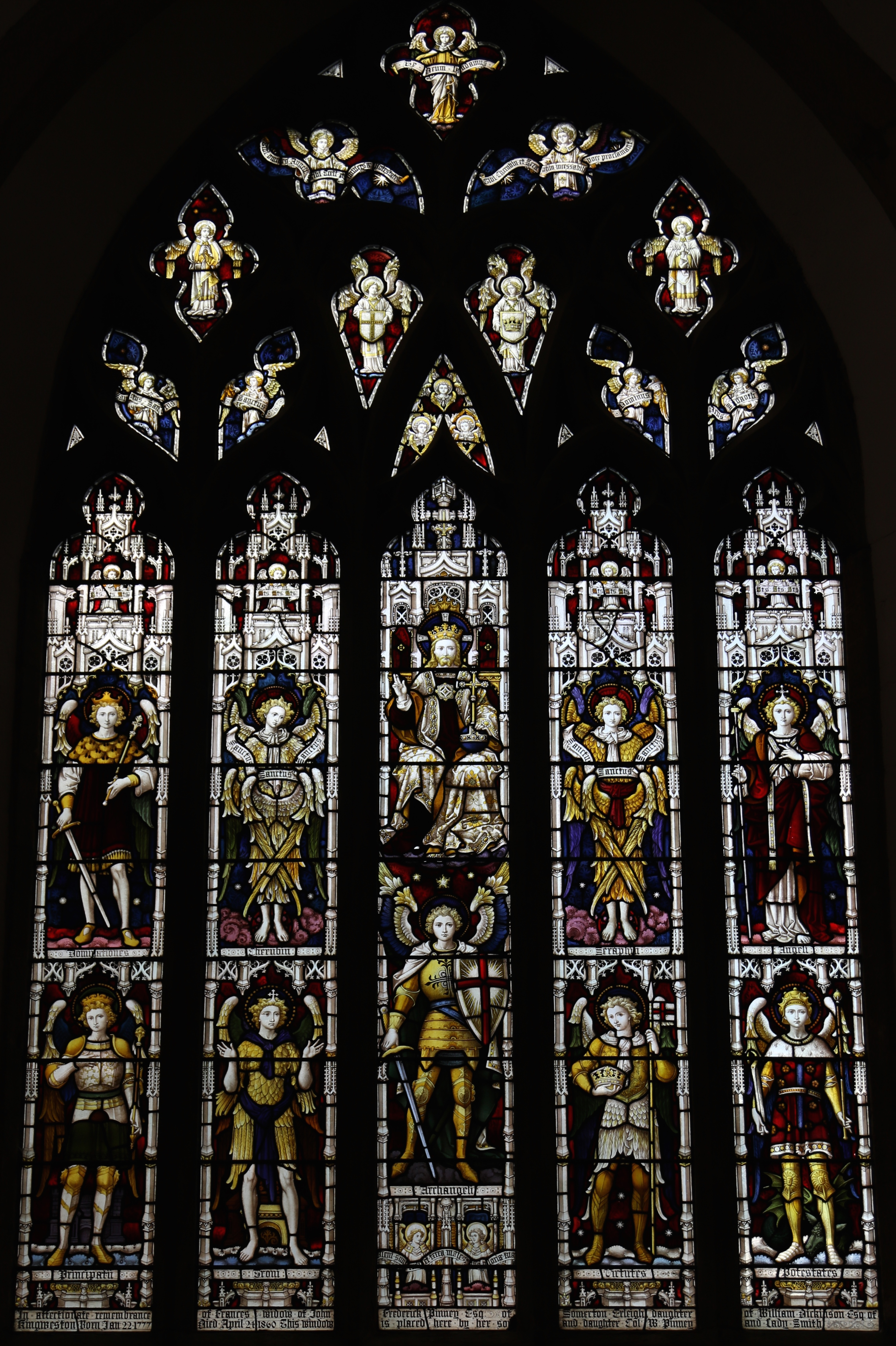
Janela oeste da Igreja de São Miguel e Todos os Anjos, Somerton. Retrata Cristo Rei no centro, com nove figuras angélicas, cada uma delas representando uma fila mais alta: Domínios, Querubins, Serafins e Anjos; linha inferior: Principados, Tronos, Arcanjos, Virtudes e Poderes.

Anjos da Segunda Esfera funcionam como governadores celestes da criação, sujeitando o assunto e guiando e governando os espíritos.

### Domínios ou Senhorios
Os "Domínios" (Ef. 1:21; Cl. 1:16) (lat. dominatio, plural dominationes, também traduzido do termo grego kyriotētes, pl. kyriotēs) são apresentados como a hierarquia dos seres celestes "Senhorios" em algumas traduções para o inglês dos De Coelesti Hierarchia. Os Domínios regulam os deveres dos anjos inferiores. É apenas com extrema raridade que os senhores angélicos se tornam fisicamente conhecidos pelos humanos.
Acredita-se que os Domínios pareçam seres humanos divinamente bonitos com um par de asas emplumadas, muito parecido com a representação comum de anjos, mas eles podem ser distinguidos de outros grupos, empunhando orbes de luz presas às cabeças de seus cetros ou no pomo de ouro. suas espadas.[carece de fontes?]

### Virtudes
Esses anjos são aqueles através dos quais são feitos sinais e milagres no mundo.
O termo parece estar vinculado ao atributo "poder", da raiz grega dynamis (pl. Dynameis) em Efésios 1:21, que também é traduzida como "Virtude" ou "Poder". Eles são apresentados como o Coro Celeste "Virtudes", na Suma Teológica.

Do De Coelesti Hierarchia, do Pseudo-Dionísio, o Areopagita:
"O nome das virtudes sagradas significa uma certa virilidade poderosa e inabalável que brota em todas as suas energias divinas; não sendo fraca e débil por qualquer recepção das iluminações divinas concedidas a ela; subindo em plenitude de poder para uma assimilação com Deus; nunca se afastando da Vida Divina através de sua própria fraqueza, mas ascendendo sem hesitação à Virtude superessencial que é a Fonte da virtude: moldando-se, tanto quanto possível, em virtude; perfeitamente voltada para a Fonte da virtude, e fluindo providencialmente para os que estão abaixo, enchendo-os abundantemente de virtude".

### Poderes ou Autoridades
Os "Poderes" (lat. Potestas (f), pl. Potestates), ou "Autoridades", do grego exousiai, pl. de exousia (ver raiz grega em Ef 3:10). O dever primário dos "Poderes" é supervisionar os movimentos dos corpos celestes para garantir que o cosmos permaneça em ordem.[carece de fontes?] Sendo anjos guerreiros, eles também se opõem aos espíritos malignos, especialmente aqueles que fazem uso da matéria no universo, e freqüentemente lançam espíritos malignos a locais de detenção. Esses anjos são geralmente representados como soldados vestindo armadura e capacete completos, e também tendo armas defensivas e ofensivas, como escudos e lanças ou correntes, respectivamente.

## Terceira esfera
Anjos que funcionam como guias celestes, protetores e mensageiros dos seres humanos.

### Principados ou Governantes

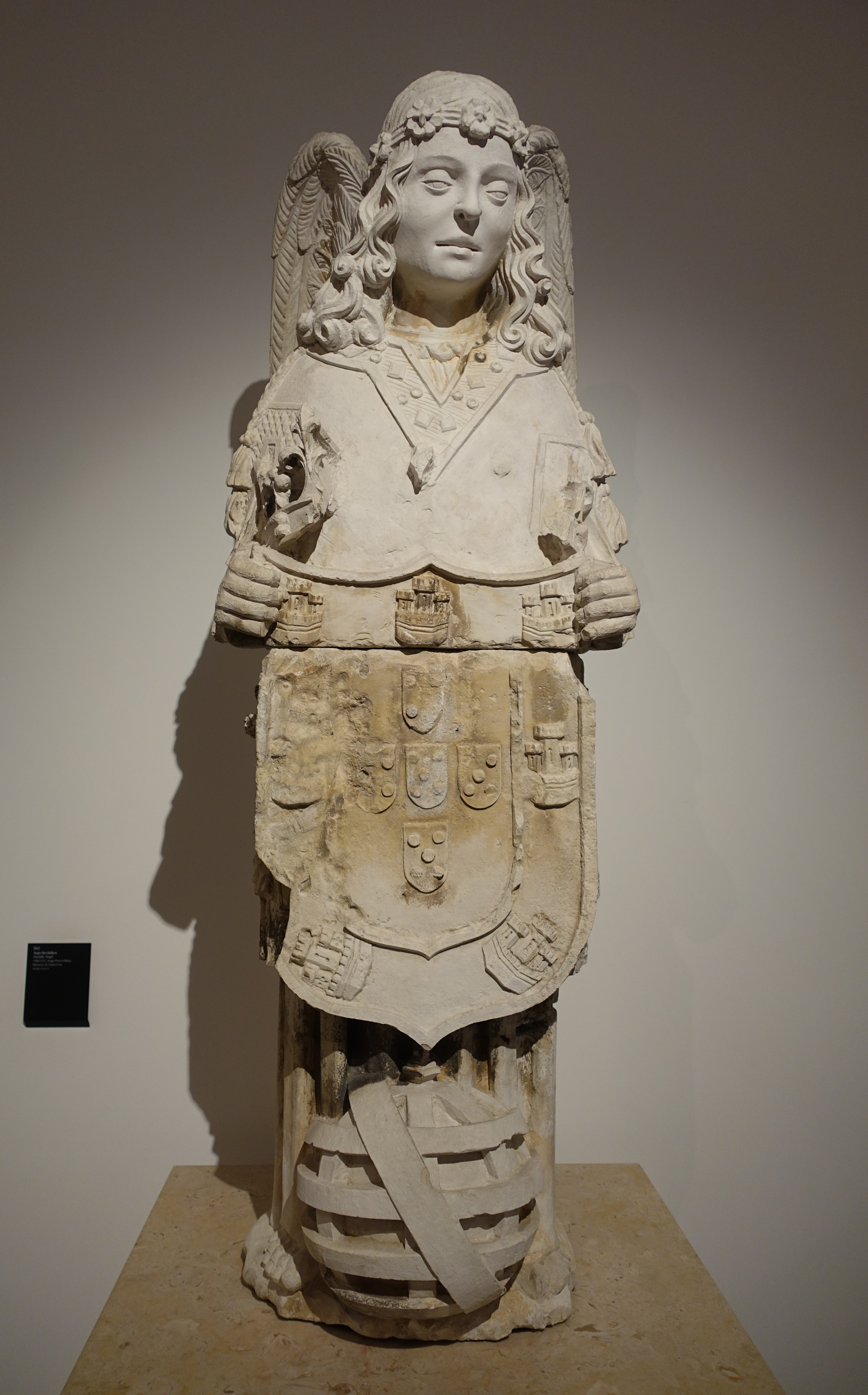
Anjo de Portugal, segurando o brasão Português. Trata-se do único anjo nacional reconhecido oficialmente.

Os "Principados" (em latim: principatus) também traduzido como "Princípios" e "Governantes", do grego archai, pl. de archē (ver raiz grega em Ef 3:10), são os anjos que guiam e protegem nações, ou grupos de povos, e instituições como a Igreja. Os Principados presidem os grupos de anjos e os encarregam de cumprir o ministério divino. Há alguns que administram e outros que ajudam.
Os Principados são mostrados usando uma coroa e carregando um cetro. Diz-se também que seu dever é cumprir as ordens dadas pelos anjos da esfera superior e legar bênçãos ao mundo material. Sua tarefa é supervisionar grupos de pessoas. Eles são os educadores e guardiões do reino da terra. Dizem que, como seres relacionados ao mundo das ideias germinais, inspiram coisas vivas a muitas coisas, como arte ou ciência.
Paulo usou o termo governante e autoridade em Efésios 1:21, e governantes e autoridades em Efésios 3:10.

### Arcanjos

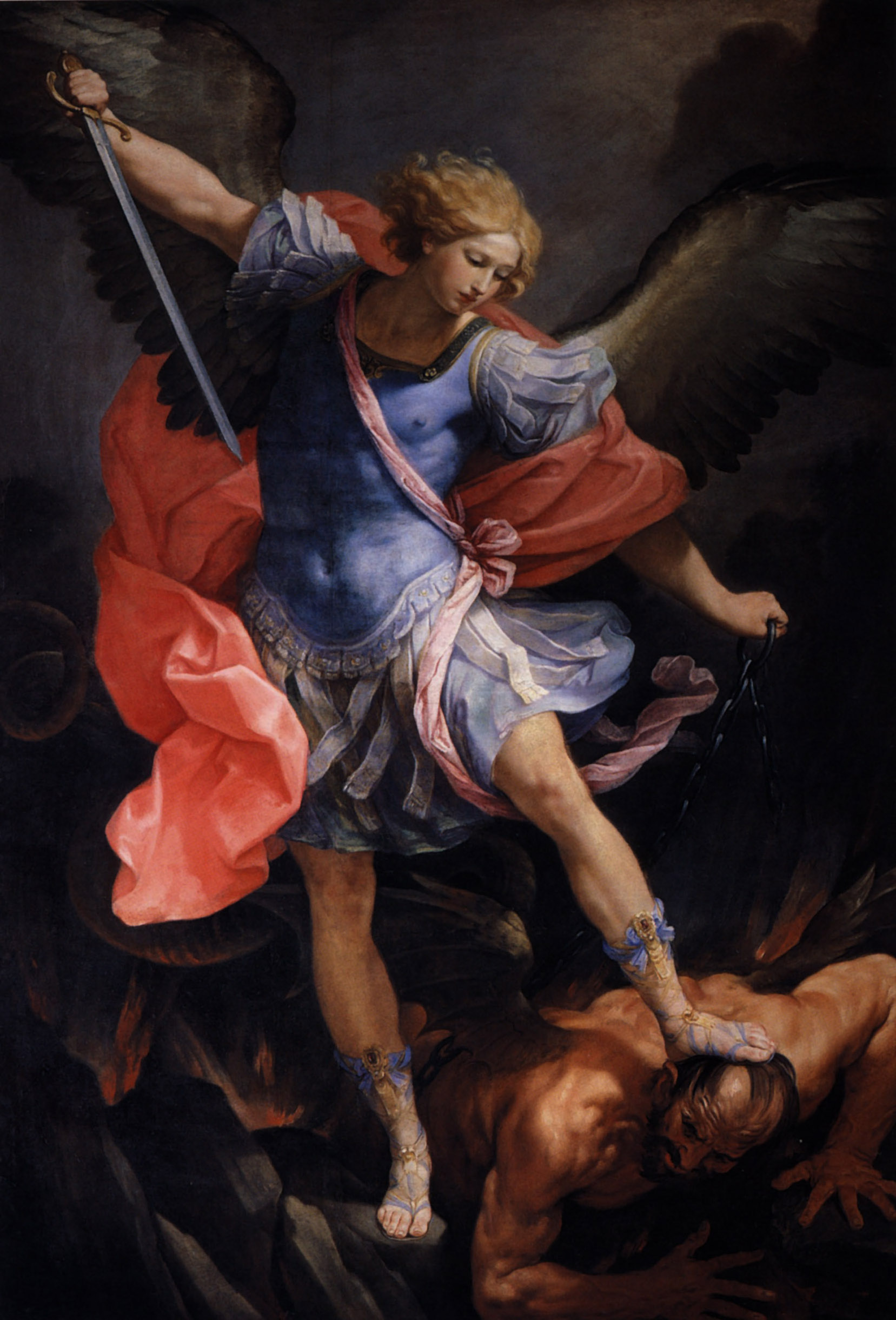
O arcanjo Miguel, de Guido Reni (na igreja capuchinha de Santa Maria della Concezione, Roma, 1636), bate em Satanás.

A palavra "arcanjo" vem do grego ἀρχάγγελος (archangelos), significando anjo principal, uma tradução do hebraico רַב־מַלְאָך (rav-mal'ákh) Deriva do arquétipo grego, que significa ser o primeiro em posição ou poder; e angelos, que significa mensageiro ou enviado. A palavra é usada apenas duas vezes no Novo Testamento: 1 Tessalonicenses 4:16 e Judas 1:9. Somente Michael e Gabriel são mencionados pelo nome no Novo Testamento.
Na maioria das tradições cristãs, Gabriel também é considerado um arcanjo, mas não há suporte literário direto para essa suposição. Também vale a pena notar que o termo "arcanjo" aparece apenas no singular, nunca no plural e apenas em referência específica a Michael.
O nome do arcanjo Rafael aparece apenas no Livro de Tobias. Tobias é considerado deuterocanônico por católicos (ritos orientais e ocidentais), cristãos ortodoxos orientais e anglicanos. O Livro de Tobias não é, no entanto, reconhecido pela maioria das denominações protestantes, como cristãos reformados ou batistas. Rafael disse a Tobias que ele era "um dos sete que estão diante do Senhor", e acredita-se que Michael e Gabriel são dois dos outros seis.
Um quarto arcanjo é Uriel, cujo nome literalmente significa "Luz de Deus". O nome de Uriel é o único não mencionado na Bíblia cristã ocidental, mas desempenha um papel proeminente em um apócrifo lido por cristãos ortodoxos anglicanos e russos: O segundo livro de Esdras (quarto livro de Esdras na Vulgata Latina). No livro, ele revela sete profecias ao profeta Esdras, após o qual o livro é nomeado. Ele também desempenha um papel no apócrifo livro de Enoque, que é considerado canônico pelas igrejas Ortodoxa Etíope, Ortodoxa Eritreia e Católica Etíope. A Igreja Católica geralmente não considera Uriel como um anjo assim como o Livro de Enoque também não faz parte da Bíblia Católica usada pela maioria dos católicos.
Outra interpretação possível dos sete arcanjos é que esses sete são os sete espíritos de Deus que estão diante do trono descrito no Livro de Enoque e no Livro do Apocalipse.
Diz-se que os Sete Arcanjos são os anjos da guarda de nações e países, e estão preocupados com as questões e eventos que os cercam, incluindo política, assuntos militares, comércio e comércio: por exemplo, O Arcanjo Miguel é tradicionalmente visto como o protetor de 'Israel' e da ecclesia (gr. raiz ekklesia das passagens do Novo Testamento), equiparado teologicamente como Igreja, precursora da Nova Israel espiritual.

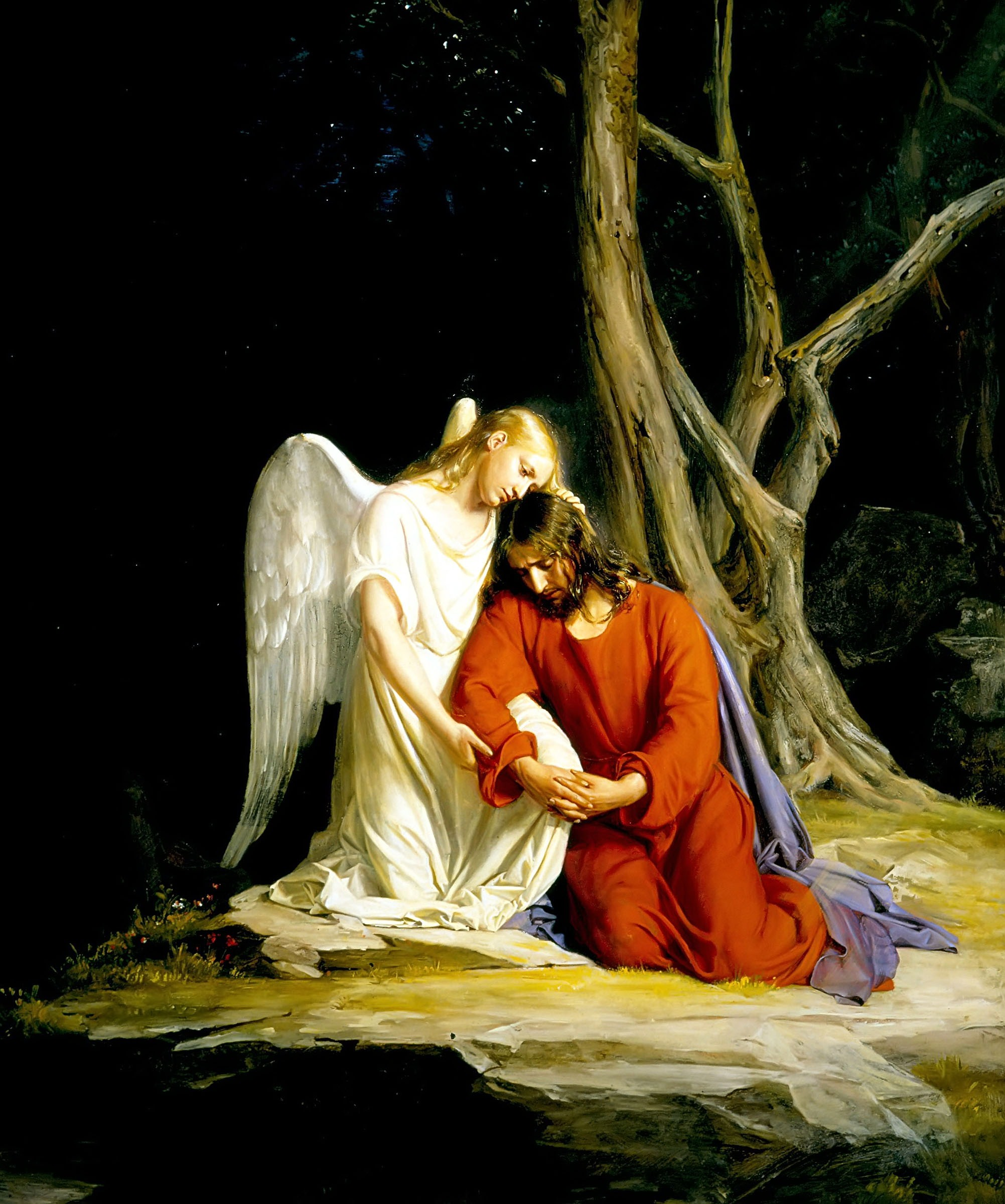
Um anjo consolando Jesus, de Carl Heinrich Bloch, 1865-1879.

Alguns faça uma distinção entre arcanjo (com letra minúscula a) e Arcanjo (com letra maiúscula A). O primeiro pode denotar o segundo coro mais baixo (arcanjos, no sentido de estar logo acima do coro mais baixo de anjos, que é chamado apenas de "anjos"), mas o último pode denotar o mais alto de todos os anjos (ou seja, arcanjos, no sentido de estar acima de todos os anjos, de qualquer Coro. Os sete serafins mais altos, com Miguel sendo o mais alto de todos).

### Anjos
Os "anjos" ou malakhim (Heb.: מַלְאָכִים), ou seja, os anjos "simples" (gr.: ἄγγελοι, pl. gr.: Ἄγγελος, angelos, isto é, mensageiro ou enviado), são a ordem mais baixa dos seres celestes, e o mais reconhecido. Eles são os que mais se preocupam com os assuntos dos homens. Dentro da categoria dos anjos, existem muitos tipos diferentes, com funções diferentes. Os anjos são enviados como mensageiros para a humanidade. Anjos da guarda pessoais vêm dessa classe.

#### Anjos da guarda pessoais
Os anjos da guarda pessoais não são de uma ordem separada, mas vêm da ordem dos anjos. É uma crença comum que eles sejam atribuídos a todo ser humano, cristão ou não. Não se sabe se eles guardam vários humanos durante sua existência ou apenas um, mas o último é uma opinião mais típica.

## Coros na teologia medieval

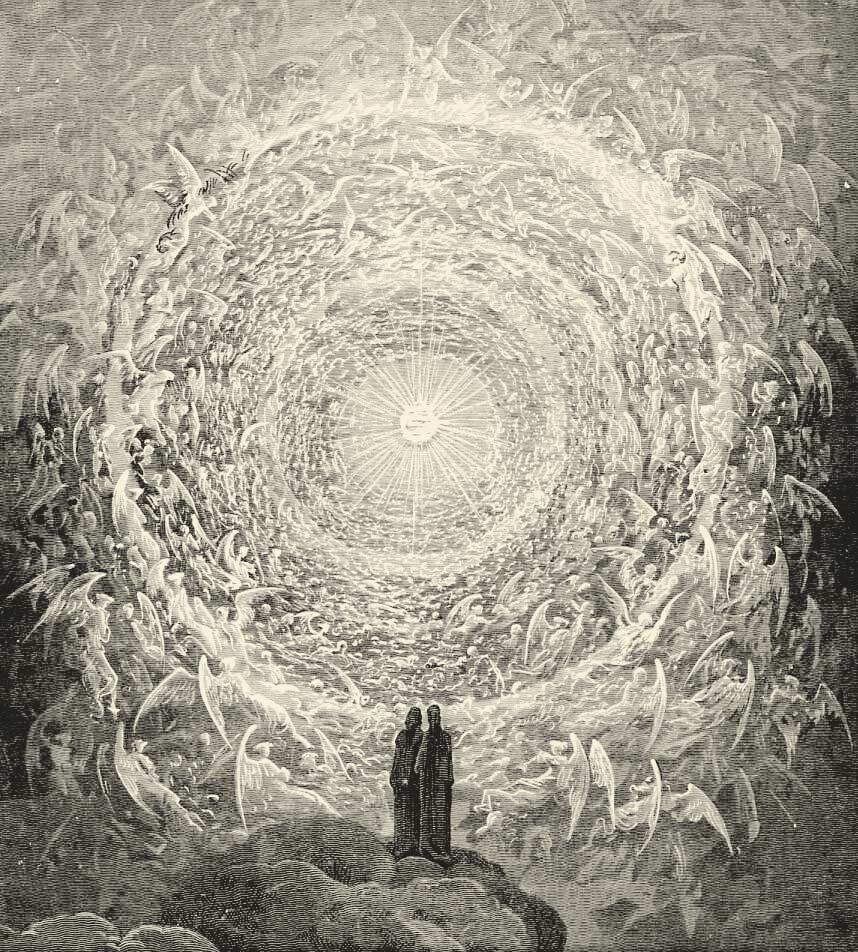
Os coros angelicais circulando a morada de Deus, do Paradiso de Dante, ilustrado por Gustave Doré.

Durante a Idade Média, muitos esquemas foram propostos, alguns recorrendo e expandindo o Pseudo-Dionísio, outros sugerindo classificações completamente diferentes (alguns autores limitaram o número de coros a sete). Várias outras hierarquias foram propostas, algumas em ordem quase invertida. Alguns desses esquemas são apresentados aqui:
- Constituições Apostólicas (século IV):
  - 1 Serafins, 2. Querubins, 3. Éons, 4. Anfitriões, 5. Poderes (= Virtudes, dynameis gregos), 6. Autoridades, 7. Principados, 8. Domínios, 9. Tronos, 10. Arcanjos, 11. Anjos.
- Santo Ambrósio em Apologia Profeta Davi, 5 (século IV):
  - 1 Serafins, 2. Querubins, 3. Domínios, 4. Tronos, 5. Principados, 6. Potentados (ou Poderes), 7. Virtudes, 8. Arcanjos, 9. Anjos.
- São Jerônimo (século IV):
  - 1 Serafins, 2. Querubins, 3. Poderes, 4. Domínios, 5. Tronos, 6. Arcanjos, 7. Anjos.
- Pseudo-Dionísio, o Areopagita em De Coelesti Hierarchia (c. século V):
  - Primeira esfera: 1. Serafins, 2. Querubins, 3. Tronos;
  - Segunda esfera: 4. Domínios (também traduzidos como Senhorios), 5. Virtudes (também trad. como Poderes), 6. Poderes (também trad. como Autoridades);
  - Terceira esfera: 7. Principados, 8. Arcanjos, 9. Anjos.
- São Gregório Magno na Homilia (século VI)
  - 1 Serafins, 2. Querubins, 3. Tronos, 4. Domínios, 5. Principados, 6. Poderes, 7. Virtudes, 8. Arcanjos, 9. Anjos.
- São Isidoro de Sevilha em Etymologiae (século VII):
  - 1 Serafins, 2. Querubins, 3. Tronos, 4. Domínios, 5. Principados, 6. Poderes, 7. Virtudes, 8. Arcanjos, 9. Anjos.
- João Damasceno em De Fide Orthodoxa (século VIII):
  - 1 Serafins, 2. Querubins, 3. Tronos, 4. Domínios, 5. Poderes (= Virtudes), 6. Autoridades, 7. Governantes (= Principados), 8. Arcanjos, 9. Anjos.
- São Hildegarda de Bingen em Scivias[23] (1098-1179):
  - 1 Serafins, Querubins;
  - 2) Tronos, Domínios, Principados, Poderes e Virtudes;
  - 3) Arcanjos e anjos.
- São Tomás de Aquino em Suma Teológica (1225–1274):
  - 1 Serafins, Querubins e Tronos;
  - 2) Domínios, virtudes e poderes;
  - 3) Principados, Arcanjos e Anjos.
- Dante Alighieri em A Divina Comédia (1308–1321)
  - 1 Serafins, 2. Querubins, 3. Tronos, 4. Domínios, 5. Virtudes, 6. Poderes, 7. Principados, 8. Arcanjos, 9. Anjos.

## Anjos e demônios individuais dos coros
- Serafins: No Paraíso Perdido de John Milton, os Satanás e os Arcanjos pertencem a esse coral ("arcanjo" tem aqui o significado de "anjo mais poderoso", não os membros do segundo coro mais baixo). Belzebu também é considerado o príncipe dos serafins nas litanias de bruxaria.[24]
- Querubins: No Paraíso Perdido, Belzebu e Azazel eram querubins antes de sua queda. Santo Tomás de Aquino, na Suma Teológica, afirma que Satanás pertence a este coral, não aos serafins.
- Tronos: Paradise Lost cita os demônios Adramelec e Asmodai. Algumas fontes mencionam Astaroth também.[24][25]
- Virtudes: litanias de bruxaria mencionam Belial.[24]
- Arcanjos: Os arcanjos Gabriel, Rafael e Miguel, e supostamente os outros arcanjos, geralmente são designados para este coro, por exemplo, nas hierarquias de São Gregório e São Isidoro de Sevilha.